# Queensberry Column

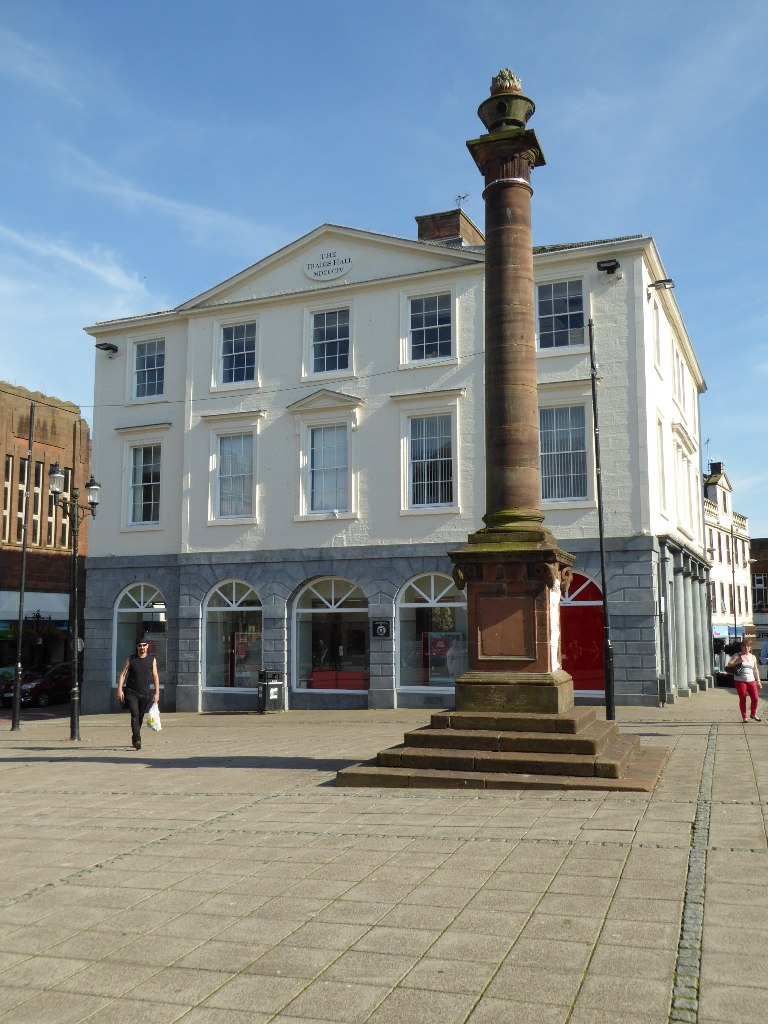
Queensberry Column

Die Queensberry Column ist ein Denkmal in der schottischen Stadt Dumfries in der Council Area Dumfries and Galloway. 1961 wurde das Bauwerk in die schottischen Denkmallisten in der höchsten Denkmalkategorie A aufgenommen.

## Geschichte
Das Denkmal wurde 1780, zwei Jahre nach dem Ableben von Charles Douglas, 3. Duke of Queensberry, dem es gewidmet ist, erbaut. Für den Entwurf zeichnet der schottische Architekt Robert Adam verantwortlich. In den 1930er Jahren wurde das Denkmal an einen neuen Standort an der English Street versetzt, jedoch 1990 zurück an seinen ursprünglichen Standort am Queensberry Square verbracht.

## Beschreibung
Das Denkmal steht inmitten des Queensberry Square im Zentrum von Dumfries. Es ruht auf einem gestuften Fundament mit quadratischer Grundfläche. Von diesem erhebt sich ein quaderförmiges Podest, dessen Kanten mit Widderköpfen gestaltet sind. An der Westseite findet sich ein Relief, während an der Südseite eine Gedenkplatte eingelassen ist. Ihre Inschrift lautet: „This column, sacred to the memory of Charles, Duke of Queensberry and Dover, was erected by the county of Dumfries, as a monument of their veneration for the character of that illustrious nobleman, whose exalted virtues rendered him the ornament of society, and whose numerous acts of public benefice and private charity endeared him to his country. Ob. 22nd Oct. 1778; Aet. 80“ Von dem Podest ragt eine runde Säule auf. Sie schließt mit einem Kapitell, auf dem eine Schale mit erwachsender vergoldeter Flamme ruht.